# Stazione di Shin-Kamagaya
La stazione di Shin-Kamagaya (八千中央駅?, Shin-Kamagaya-eki) è un'importante stazione ferroviaria di interscambio situata nella città di Kamagaya, nella prefettura di Chiba, in Giappone. Serve le linee Hokusō, Keisei Narita Sky Access, Shin-Keisei e Tōbu Noda, ciascuna con il proprio gestore indipendente.

## Linee e servizi
Ferrovia Hokusō
●HS Linea Hokusō
 Ferrovie Keisei
●KS Linea Keisei Narita Sky Access
 Ferrovia Shin-Keisei
●SL Linea Shin-Keisei
 Ferrovie Tōbu
■TD Linea Tōbu Noda

## Struttura
La stazione è costituita da un unico grande fabbricato viaggiatori che accoglie tutte le quattro linee afferenti.
Le linee Hokusō e Narita Narita Sky Access si trovano in viadotto, mentre la linea Shin-Keisei è in superficie (sono in corso i lavori che porteranno anch'essa su viadotto), e l'interscambio fra le due è semplice. La linea Tōbu Noda si trova in trincea, e richiede un maggior tempo per effettuare il trasbordo, tuttavia tutte le aree tornelli si trovano nelle immediate vicinanze. I servizi principali si trovano sotto il viadotto ferroviario, e quindi durante l'interscambio si è protetti dalle intemperie. Dal 29 marzo 2013 la stazione è inoltre coperta dal servizio Wi-Fi offerto dalla NTT docomo.

### Linee Hokusō e Keisei
Le due linee condividono gli stessi 4 binari situati su viadotto, con due banchine a isola dotate di ascensori e scale mobili. Quest'area è sotto diretta gestione della ferrovia Hokusō.
| 1-2 | ●HS Linea Hokusō ●KS Linea Keisei Narita Sky Access | per Higashi-Matsudo, Takasago, Oshiage, Ueno, Asakusa, Nishi-Magome, Shinagawa, Haneda Aeroporto e Yokohama |
| 3-4 | ●HS Linea Hokusō ●KS Linea Keisei Narita Sky Access | per Chiba New Town Chūō, Inzai-Makinohara, Inba-Nihon-Idai e Narita Aeroporto                               |

### Ferrovia Shin-Keisei
La stazione, aperta nel 1992, è in superficie, con due binari passanti e un marciapiede a isola centrale. Al 2013 sono in corso i lavori di sopraelevazione.
| 1 | ●SL Linea Shin-Keisei | per Hatsutomi, Kita-Narashino, Shin-Tsudanuma, Keisei-Tsudanuma e linea Keisei Chiba |
| 2 | ●SL Linea Shin-Keisei | per Kita-Hatsutomi, Yabashira e Matsudo                                              |

### Ferrovie Tōbu
La stazione, aperta nel 1999, è in trincea scoperta, con due marciapiedi laterali e due binari passanti. Al 2013 sono in corso i lavori di sopraelevazione.
| 1 | ■TD Linea Tōbu Noda | per Funabashi                          |
| 2 | ■TD Linea Tōbu Noda | per Mutsumi, Kashiwa, Kasukabe e Ōmiya |

## Stazioni adiacenti
| «                              | Servizio                       | »                              |
| Linea Hokusō                   | Linea Hokusō                   | Linea Hokusō                   |
| Linea Keisei Narita Sky Access | Linea Keisei Narita Sky Access | Linea Keisei Narita Sky Access |
| ------------------------------ | ------------------------------ | ------------------------------ |
| Ōmachi                         | Locale                         | Nishi-Shiroi                   |
| Higashi-Matsudo                | Espresso Espr. Lim.            | Nishi-Shiroi                   |
| Higashi-Matsudo                | Access Express                 | Chiba New Town Chūō            |
| Linea Shin-Keisei              |                                |                                |
| Kita-Hatsutomi                 | -                              | Hatsutomi                      |
| Linea Tōbu Noda                |                                |                                |
| Mutsumi                        | -                              | Kamagaya                       |